# Peter Autengruber
Peter Autengruber (* 16. Jänner 1958 in Innsbruck) ist ein österreichischer Historiker und Hochschullehrer.

## Ausbildung
Peter Autengruber studierte Geschichte und Publizistik. Seine Diplomarbeit im Jahr 1985 handelte von österreichischen Kleinparteien. Im Jahr 1993 promovierte er mit einer Dissertation über Josef Dobretsberger und die Demokratische Union.

## Karriere
Seit 1986 ist Autengruber im Verlagswesen tätig. Bis 1991 arbeitete er im Verlag Perlen-Reihe, von 1991 bis 1995 war er Leiter des Schulbuchverlages Pichler im Verlag des ÖGB, von 1991 bis 2015 Leiter des Fachbuchverlages und bis zu seiner Pensionierung 2022 war er dort Programmleiter.
Als Lehrbeauftragter arbeitete er von 2009 bis 2012 am Institut für Politikwissenschaften der Universität Wien und seit 2011 am Institut für Zeitgeschichte der Universität Wien.
Er veröffentlichte Schriften unter anderem zur österreichischen Parteiengeschichte, zur österreichischen Gewerkschaftsgeschichte und zur Wiener Regionalgeschichte. Sein 1995 erstmals erschienenes Werk Lexikon der Wiener Straßennamen gilt als Standardwerk. Er war Mitglied der Historikerkommission, die von 2011 bis 2013 die historische Bedeutung der Namensgeber für Wiener Straßennamen untersuchte.

## Publikationen (Auswahl)
- Lexikon der Wiener Straßennamen. Bedeutung, Herkunft, frühere Bezeichnungen. 10. überarbeitete Auflage. Wundergarten Verlag, Wien 2019, ISBN 978-3-903070-11-0.
- Die Wiener Kleingärten. Von den Anfängen bis zur Gegenwart. Promedia, Wien 2018, ISBN 978-3-85371-438-6.
- Verschwundene Wiener Straßennamen. Edition Winkler-Hermaden, Schleinbach 2018, ISBN 978-3-9504475-6-9.
- mit Sabine Lichtenberger, Marliese Mendel: Gefordert. Gekämpft. Erreicht. Gewerkschaftsarbeit in österreichischen Tageszeitungen seit 1945. Verlag des ÖGB, Wien 2018, ISBN 978-3-99046-226-3 (Ausgabe PRO-GE), ISBN 978-3-99046-381-9 (Ausgabe AK-Wien), 2017, ISBN 978-3-99046-266-9 (Ausgabe Gewerkschaft Bau-Holz), ISBN 978-3-99046-265-2 (Ausgabe Gewerkschaft der privatangestellten), ISBN 978-3-99046-267-6 (Ausgabe Gewerkschaft Post- und Fernmeldebedienstete), ISBN 978-3-99046-264-5 (Ausgabe Gewerkschaft vida).
- mit Marliese Mendel: Einzigartig in Wien. Rekorde. Highlights. Superlative. Styria Verlag, Wien 2017, ISBN 978-3-222-13547-7.
- mit Manfred Mugrauer: Oktoberstreik. Die Realität hinter den Legenden über die Streikbewegung im Herbst 1950. Sanktionen gegen Streikende und ihre Rücknahme. 2., korrigierte Auflage. Verlag des ÖGB, Wien 2017, ISBN 978-3-99046-279-9.
- mit Bernhard Eichler: 100 Jahre Kleingartenverein Predigtstuhl 1916–2016. Kleingartenverein Predigtstuhl, Wien 2016.
- mit Birgit Nemec, Oliver Rathkolb und Florian Wenninger: Umstrittene Wiener Straßennamen. Pichler, Wien / Graz / Klagenfurt 2014, ISBN 978-3-85431-687-9 (Digitalisat online im Austria-Forum).
- mit Ursula Schwarz: Lexikon der Wiener Gemeindebauten: Namen – Denkmäler – Sehenswürdigkeiten. Pichler, Wien / Graz / Klagenfurt 2013, ISBN 978-3-85431-623-7; die 3., überarbeitete Auflage im Verlag Wundergarten, Wien 2023, ISBN 978-3-903070-20-2.
- mit Johannes Sachslehner: Landkarten der Erinnerung. Gedächtniskultur im öffentlichen Raum. Audio-CD. Verlag Pichler, Wien 2012, ISBN 978-3-85431-619-0.
- Parks und Gärten in Wien. Promedia, Wien 2008, ISBN 978-3-85371-281-8.
- mit Georg Pichler: 50 Jahre Gewerkschaft der Privatangestellten. Landesleitung Wien, Wien 1999.
- Kleinparteien in Österreich: 1945 bis 1966. StudienVerlag, Wien / Innsbruck 1997, ISBN 978-3-7065-1172-8.